# Chaetodon hoefleri
El Chaetodon hoefleri es una especie de pez perteneciente al género Chaetodon. 
Habita el este del Océano Atlántico, aunque también se avistaron ejemplares en el Estrecho de Gibraltar y en el Mar Mediterráneo. Es un pez costero, que habita en arrecifes rocosos de 10 a 150 m de profundidad.
Es denominado pez mariposa de cuatro bandas, ya que tiene cuatro bandas negras (u oscuras) a lo largo del cuerpo, que es predominantemente blanco perla con aletas amarillas. Alcanza hasta 27 cm de longitud.